# Tentyria sinuaticollis
Tentyria sinuaticollis es una especie de escarabajo del género Tentyria, tribu Tentyriini, familia Tenebrionidae. Fue descrita científicamente por Rosenhauer en 1856.
Se mantiene activa durante los meses de junio y julio.

## Descripción
Mide 13,2 milímetros de longitud.

## Distribución
Se distribuye por España, Portugal (en la ciudad de Albufeira), Argelia y Marruecos.